# جالويت
شُعَب جالويت الحلقية، هي شُعَبٌ تتكون من 91 جزيرة وتقع في جزر مارشال وهي مقاطعة إدارية.

## أعلام
- أماتا كابوا